# Plouray
Plouray (en bretó Plourae) és un municipi francès, situat a la regió de Bretanya, al departament d'Ar Mor-Bihan. L'any 2006 tenia 1.113 habitants. Limita amb els municipis de Langonnet, Glomel, Priziac, Saint-Tugdual, Ploërdut i Mellionnec.

## Demografia
| Evolució de la població Cassini et INSEE |       |      |       |       |       |       |       |       |
| 1793                                     | 1800  | 1806 | 1821  | 1831  | 1836  | 1841  | 1846  | 1851  |
| 1 480                                    | 1 328 | 1370 | 1 287 | 1 453 | 1 581 | 1 571 | 1 639 | 1 662 |

| 1856  | 1861  | 1866  | 1872  | 1876  | 1881  | 1886  | 1891  | 1896  |
| ----- | ----- | ----- | ----- | ----- | ----- | ----- | ----- | ----- |
| 1 487 | 1 470 | 1 558 | 1 454 | 1 547 | 1 605 | 1 644 | 1 603 | 1 671 |

| 1901  | 1906  | 1911  | 1921  | 1926  | 1931  | 1936  | 1946  | 1954  |
| ----- | ----- | ----- | ----- | ----- | ----- | ----- | ----- | ----- |
| 1 719 | 1 853 | 1 988 | 1 969 | 1 967 | 1 978 | 1 991 | 1 890 | 1 684 |

| 1962  | 1968  | 1975  | 1982  | 1990  | 1999  | 2006 | 2011 | 2016 |
| ----- | ----- | ----- | ----- | ----- | ----- | ---- | ---- | ---- |
| 1 501 | 1 406 | 1 358 | 1 301 | 1 200 | 1 144 | -    | -    | -    |

| 2019 | - | - | - | - | - | - | - | - |
| ---- | - | - | - | - | - | - | - | - |
| -    | - | - | - | - | - | - | - | - |

## Administració
| Període | Identitat      | Partit |
| ------- | -------------- | ------ |
| 2001-   | Michel Morvant | UMP    |

## Personatges il·lustres
- Roque Carrión, Commandant Icare, membre de la Resistència francesa.